# Pterygnophos
Pterygnophos là một chi bướm đêm thuộc họ Geometridae.